# Bolonia
Bolonia o Boloña (en italiano: Bologna, en boloñés: Bulåggna) es una ciudad del norte de Italia, capital de la ciudad metropolitana homónima y de la región de Emilia-Romaña, situada entre los ríos Reno y Savena, cerca de los Apeninos. Es una de las ciudades históricas mejor conservadas y tiene el segundo casco antiguo medieval más grande de Europa, después del de Venecia. El comune tiene una población de 390 734 habitantes (ISTAT 2025).

## Toponimia
En español se conoce a la ciudad como Bolonia, y también como Boloña, nombre menos frecuente. En italiano su nombre es Bologna (pronunciado /boˈloɲɲa/ (escucharⓘ)). En emiliano-romañol el nombre sería Bulåggna ([buˈlʌɲɲa]).

## Historia
Fue fundada por los etruscos, con el nombre de Felsina. Posteriormente, la ciudad se convirtió en la colonia romana conocida como Bononia. Bolonia la docta: la ciudad conserva su fama de ciudad cultural desde el tiempo de los romanos (Marcial la llamó la culta Bononia), cuando era uno de los centros principales de la vía Emilia. Igualmente, se produjo ahí la famosa entrevista de Bolonia, en el 43 a. C. que resultó en la formación del Segundo Triunvirato de la República Romana, constituido por Octavio, Marco Antonio y Marco Emilio Lépido
La Carta o Estatutos de Bolonia, redactados en 1248, son el documento masónico original más antiguo que se conoce.

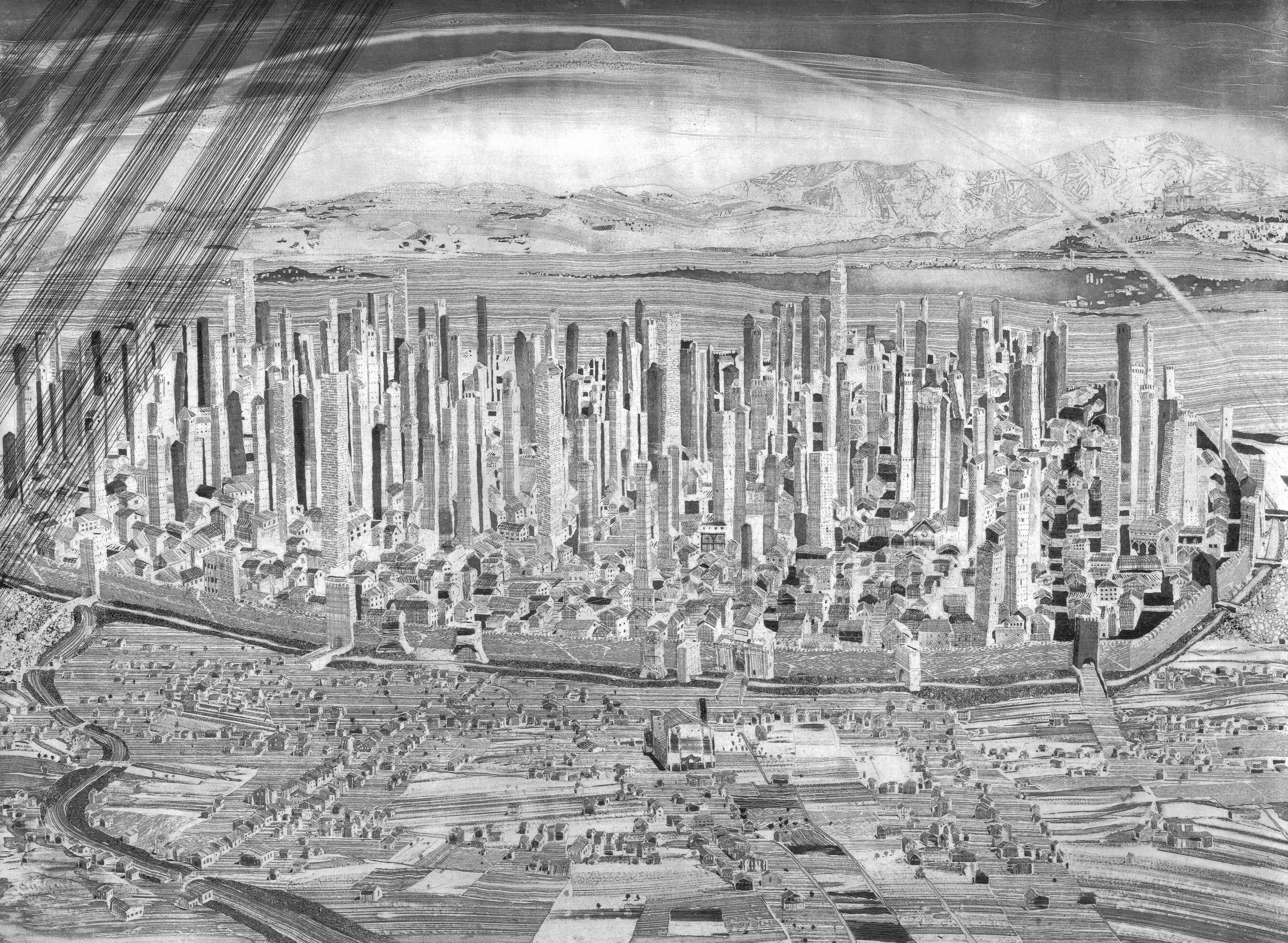
Bolonia en la Baja Edad Media, con sus altas casas-torres.

Durante el Alto Medievo tuvo un período de decadencia, pero se recuperó en el período comunal (siglos XI-XIV). En 1361 comenzó el largo dominio pontificio, turbado por algunas rebeliones y tentativas externas de ocupación pero que, a pesar de estas, duró hasta el 1796, año en que entraron en Bolonia las tropas de Napoleón Bonaparte.
Fue también un importante centro político, ya que el 24 de febrero de 1530, Carlos V fue coronado en la basílica de San Petronio (patrón de Bolonia) por el papa Clemente VII. El suceso sería pronto mitificado, al ser la última vez que un emperador del Sacro Imperio Romano Germánico era coronado por un pontífice. Los fastos de la coronación debían tener por marco la ciudad de Roma, pero la memoria del reciente saqueo que ésta había sufrido en mayo de 1527 aconsejó su traslado a Bolonia. Los festejos se abrieron con el recibimiento ofrecido a Clemente VII el 24 de octubre de 1529. Días después, el 5 de noviembre, se haría lo propio con Carlos V.
En el Renacimiento, Bolonia se convirtió en un centro de cultura y una de las mayores ciudades de los Estados Pontificios. Bolonia fue también uno de los centros de comercio más importantes de Italia, gracias a sus numerosos canales por los que circulaba la mercancía, canales que hoy en día se encuentran soterrados a excepción de uno. Parte de los impuestos cobrados a los mercaderes eran usados para pagar a los profesores de su famosa universidad fundada en 1088. Se calcula que del 1 000 000 habitantes de Bolonia y su área metropolitana, 100 000 son estudiantes de esta importante e histórica universidad.
Terremotos
| Mayores terremotos en la zona de Bolonia |                         |
| Data                                     | Intensidad (escala MCS) |
| 25 de diciembre de 1222                  | VI-VII                  |
| 25 de febrero de 1323                    | VI                      |
| 25 de julio de 1365                      | VII-VIII                |
| 20 de julio de 1399                      | VI-VII                  |
| 4 de mayo de 1433                        | VII                     |
| 20 de diciembre de 1455                  | VII                     |
| 31 de diciembre de 1504                  | VII                     |
| 11 de abril de 1688                      | VI                      |
| 22 de octubre de 1796                    | VI-VII                  |
| 4 de junio de 1779                       | VII                     |
| 8 de octubre de 1801                     | VI                      |
| 4 de octubre de 1834                     | VI                      |
| 24 de enero de 1881                      | VI-VII                  |
| 10 de abril de 1929                      | VI-VII                  |
| 14 de septiembre de 2003                 | VII                     |
| 20 de marzo de 2012                      | VI                      |
| 20 de mayo de 2012                       | V                       |
| 29 de mayo de 2012                       | V                       |

Bolonia es conocida por el atentado terrorista que los neofascistas Valerio Fioravanti y Francesca Mambro cometieron el 2 de agosto de 1980 en la estación de ferrocarril (la más importante del norte de Italia). En el atentado murieron 85 personas y unas doscientas resultaron heridas.
Bolonia ha sido y es una de las ciudades clave en el movimiento obrero y alternativo italiano y europeo. Ha sido lugar de congresos y agitación obrera. Primero como núcleo duro socialista y, después de 1945, comunista. Así, desde 1946 a 1999 fue gobernada ininterrumpidamente por el comunista PCI (desde 1991 a 1999 por su heredero socialdemócrata PDS-DS) y nuevamente, desde 2004, tras el paréntesis de gobierno local de centroderecha de 1999-2004 (alcalde Giorgio Guazzaloca), acontecimiento que causó gran impresión en el panorama político italiano.

## Demografía
Sus 394 649 habitantes confieren a la ciudad una densidad de población más alta que la media italiana con 2799 hab/km. La población se reparte inequitativamente. Menos del 10 % vive en el centro, mientras en los barrios nuevos y ensanche la alta densidad obliga al núcleo urbano a extenderse. Su baja natalidad y mortalidad hacen que la esperanza de vida media sea de 78 años en una de las regiones más desarrolladas de Italia, lo que hace que su población se mantenga con la reducida inmigración local.
| Gráfica de evolución demográfica de Bolonia entre 1861 y 2021 |
|                                                               |
| Fuente ISTAT - elaboración gráfica de Wikipedia               |

## Geografía
Bolonia está situada en la llanura padana en las faldas de la colina apenínica entre los valles de Reno y del Savena. El territorio de la ciudad metropolitana se extiende desde el margen meridional de la llanura Padana colindando con Ferrara hasta los Apeninos tosco-emilianos, la altura va desde los 29 m sobre el nivel del mar de la fracción Corticella, a los 54 m del centro, hasta los 1945 m del Corno alle Scale. Para la Iglesia católica la ciudad pertenece a la archidiócesis de Bolonia.

### Clima
Bolonia tiene un clima templado de cuatro estaciones en latitudes medias ( clasificación climática de Köppen : Cfa ).
| Parámetros climáticos promedio de Bolonia (normales 1991–2020, extremos 1946–presente)           | Parámetros climáticos promedio de Bolonia (normales 1991–2020, extremos 1946–presente) | Parámetros climáticos promedio de Bolonia (normales 1991–2020, extremos 1946–presente) | Parámetros climáticos promedio de Bolonia (normales 1991–2020, extremos 1946–presente) | Parámetros climáticos promedio de Bolonia (normales 1991–2020, extremos 1946–presente) | Parámetros climáticos promedio de Bolonia (normales 1991–2020, extremos 1946–presente) | Parámetros climáticos promedio de Bolonia (normales 1991–2020, extremos 1946–presente) | Parámetros climáticos promedio de Bolonia (normales 1991–2020, extremos 1946–presente) | Parámetros climáticos promedio de Bolonia (normales 1991–2020, extremos 1946–presente) | Parámetros climáticos promedio de Bolonia (normales 1991–2020, extremos 1946–presente) | Parámetros climáticos promedio de Bolonia (normales 1991–2020, extremos 1946–presente) | Parámetros climáticos promedio de Bolonia (normales 1991–2020, extremos 1946–presente) | Parámetros climáticos promedio de Bolonia (normales 1991–2020, extremos 1946–presente) | Parámetros climáticos promedio de Bolonia (normales 1991–2020, extremos 1946–presente) |
| Mes                                                                                              | Ene.                                                                                   | Feb.                                                                                   | Mar.                                                                                   | Abr.                                                                                   | May.                                                                                   | Jun.                                                                                   | Jul.                                                                                   | Ago.                                                                                   | Sep.                                                                                   | Oct.                                                                                   | Nov.                                                                                   | Dic.                                                                                   | Anual                                                                                  |
| ------------------------------------------------------------------------------------------------ | -------------------------------------------------------------------------------------- | -------------------------------------------------------------------------------------- | -------------------------------------------------------------------------------------- | -------------------------------------------------------------------------------------- | -------------------------------------------------------------------------------------- | -------------------------------------------------------------------------------------- | -------------------------------------------------------------------------------------- | -------------------------------------------------------------------------------------- | -------------------------------------------------------------------------------------- | -------------------------------------------------------------------------------------- | -------------------------------------------------------------------------------------- | -------------------------------------------------------------------------------------- | -------------------------------------------------------------------------------------- |
| Temp. máx. abs. (°C)                                                                             | 20.7                                                                                   | 24.9                                                                                   | 27.0                                                                                   | 30.6                                                                                   | 34.9                                                                                   | 38.0                                                                                   | 39.6                                                                                   | 40.1                                                                                   | 34.8                                                                                   | 29.8                                                                                   | 24.0                                                                                   | 23.0                                                                                   | 40.1                                                                                   |
| Temp. máx. media (°C)                                                                            | 7.2                                                                                    | 9.9                                                                                    | 15.1                                                                                   | 19.1                                                                                   | 23.9                                                                                   | 28.5                                                                                   | 31.4                                                                                   | 31.3                                                                                   | 25.7                                                                                   | 19.3                                                                                   | 12.6                                                                                   | 7.7                                                                                    | 19.3                                                                                   |
| Temp. media (°C)                                                                                 | 3.3                                                                                    | 5.2                                                                                    | 9.6                                                                                    | 13.4                                                                                   | 18.2                                                                                   | 22.7                                                                                   | 25.2                                                                                   | 25.1                                                                                   | 20.2                                                                                   | 14.9                                                                                   | 9.0                                                                                    | 4.1                                                                                    | 14.2                                                                                   |
| Temp. mín. media (°C)                                                                            | -0.5                                                                                   | 0.4                                                                                    | 4.0                                                                                    | 7.8                                                                                    | 12.5                                                                                   | 16.8                                                                                   | 19.1                                                                                   | 19.0                                                                                   | 14.6                                                                                   | 10.5                                                                                   | 5.4                                                                                    | 0.5                                                                                    | 9.2                                                                                    |
| Temp. mín. abs. (°C)                                                                             | -18.8                                                                                  | -14.4                                                                                  | -9.7                                                                                   | -4.5                                                                                   | 0.8                                                                                    | 7.0                                                                                    | 9.0                                                                                    | 9.7                                                                                    | 4.5                                                                                    | -1.8                                                                                   | -9.0                                                                                   | -13.4                                                                                  | -18.8                                                                                  |
| Precipitación total (mm)                                                                         | 34.0                                                                                   | 44.3                                                                                   | 54.2                                                                                   | 74.2                                                                                   | 58.0                                                                                   | 57.3                                                                                   | 40.5                                                                                   | 52.5                                                                                   | 67.5                                                                                   | 72.3                                                                                   | 68.0                                                                                   | 48.5                                                                                   | 671.3                                                                                  |
| Días de precipitaciones (≥ 1.0 mm)                                                               | 5.9                                                                                    | 5.6                                                                                    | 7.1                                                                                    | 8.2                                                                                    | 8.1                                                                                    | 6.1                                                                                    | 4.2                                                                                    | 5.2                                                                                    | 5.4                                                                                    | 7.1                                                                                    | 6.4                                                                                    | 5.8                                                                                    | 75.1                                                                                   |
| Horas de sol                                                                                     | 77.5                                                                                   | 96.1                                                                                   | 151.9                                                                                  | 174.0                                                                                  | 229.4                                                                                  | 255.0                                                                                  | 291.4                                                                                  | 260.4                                                                                  | 201.0                                                                                  | 148.8                                                                                  | 81.0                                                                                   | 74.4                                                                                   | 2040.9                                                                                 |
| Humedad relativa (%)                                                                             | 83                                                                                     | 78                                                                                     | 70                                                                                     | 71                                                                                     | 69                                                                                     | 68                                                                                     | 65                                                                                     | 66                                                                                     | 69                                                                                     | 76                                                                                     | 84                                                                                     | 84                                                                                     | 74                                                                                     |
| Fuente n.º 1: Istituto Superiore per la Protezione e la Ricerca Ambientale                       |                                                                                        |                                                                                        |                                                                                        |                                                                                        |                                                                                        |                                                                                        |                                                                                        |                                                                                        |                                                                                        |                                                                                        |                                                                                        |                                                                                        |                                                                                        |
| Fuente n.º 2: Servizio Meteorologico (precipitación 1971–2000, horas de sol y humedad 1961–1990) |                                                                                        |                                                                                        |                                                                                        |                                                                                        |                                                                                        |                                                                                        |                                                                                        |                                                                                        |                                                                                        |                                                                                        |                                                                                        |                                                                                        |                                                                                        |

## Educación

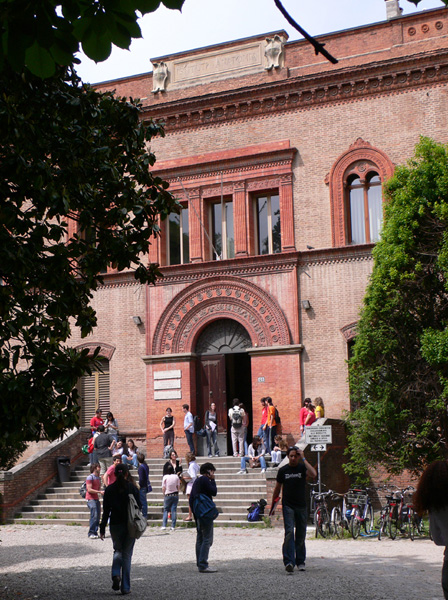
Universidad de Bolonia

Se cree que la Universidad de Bolonia (UNIBO) es la universidad más antigua del mundo occidental. Este centro público fue fundado en 1088 y entre sus alumnos se encuentran Dante Alighieri, Petrarca, Thomas Becket, Erasmo y Nicolás Copérnico, así como una lista interminable de colegiales españoles que, desde 1369, año en que abrió sus puertas el Real Colegio de España, han realizado sus estudios allí. Podemos destacar entre los más sobresalientes a Juan Ginés de Sepúlveda, Antonio de Nebrija, Antonio Agustín o San Pedro de Arbués.

## Monumentos y lugares de interés

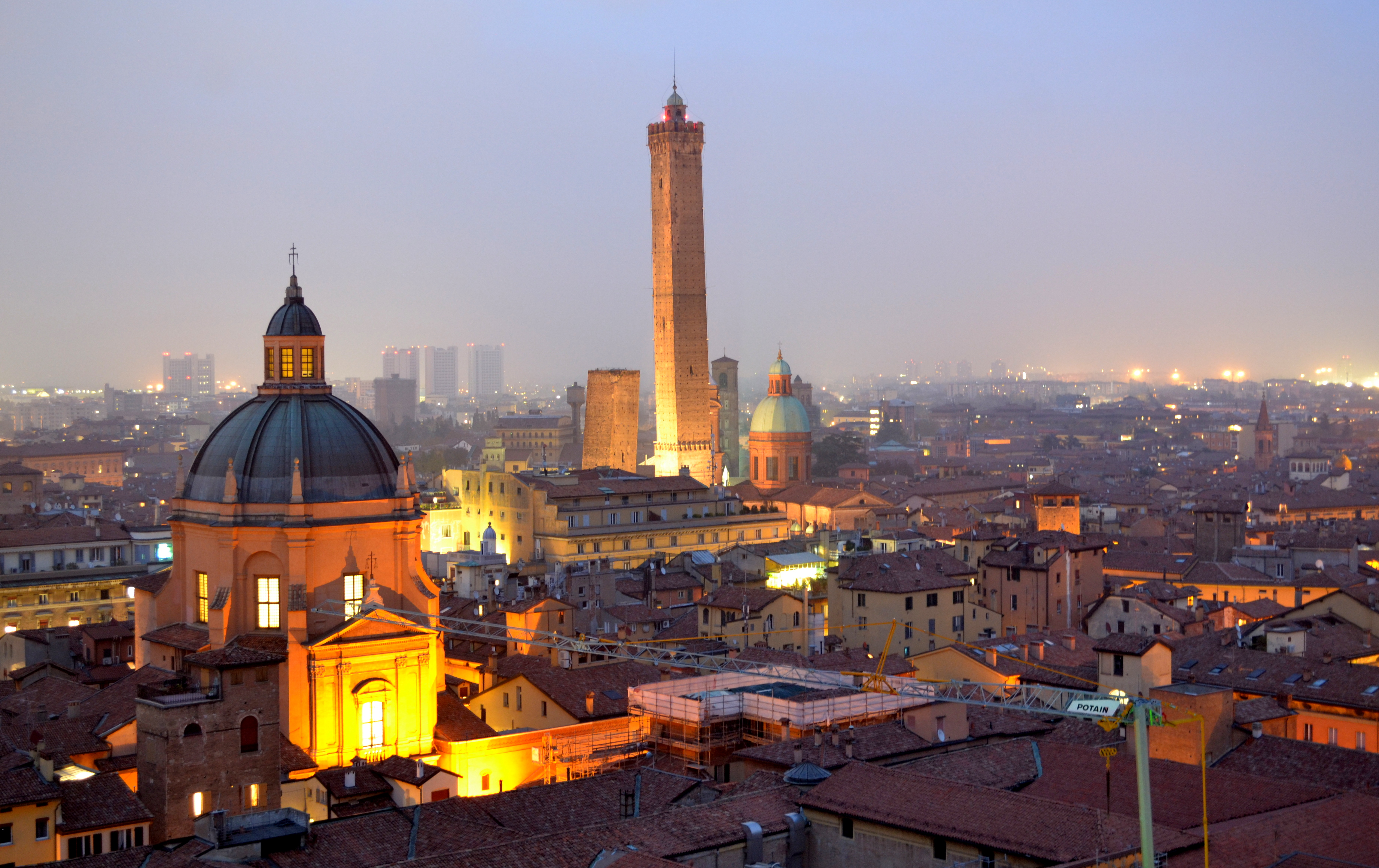
Atardecer en el centro histórico

Las Dos Torres es el lugar más famoso de Bolonia. En realidad, en los siglos XII y XIII se construyeron muchas torres en Bolonia, siendo estas las más famosas de las que perduran. La torre más alta mide casi 98 m y tiene 498 escalones. En un día claro, se puede ver hasta Verona, las Dolomitas y los Apeninos, desde la torre Asinelli.

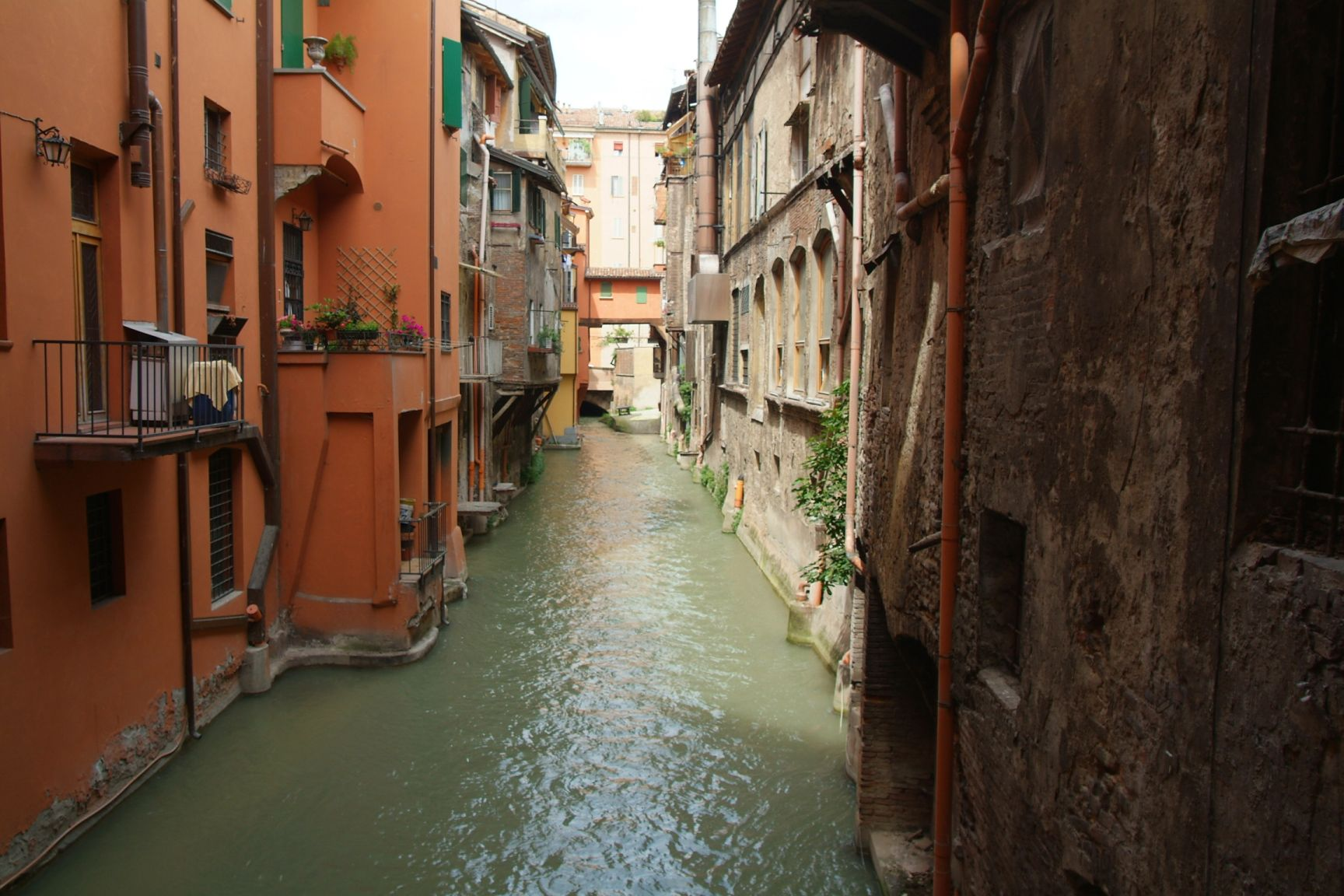
Canale delle Moline

Entre las visitas más importantes en la ciudad se pueden mencionar la Pinacoteca Nacional de Bolonia, con su colección de obras maestras de la Escuela de Bolonia, desde el Renacimiento hasta la Contrarreforma; la iglesia de San Esteban (Las Siete Iglesias), Santo Domingo, San Jorge, el Teatro Comunal, San Petronio, la Piazza Maggiore, el Real Colegio de España, las tumbas de los Glosadores, el Archigimnasio y una infinidad de iglesias repartidas por toda la ciudad. Y, sobre todo, sus 37 km de pórticos en el casco antiguo (unos 50 km en toda la ciudad), con el Pórtico de San Luca, el más largo del mundo (3,5 km de longitud y 666 arcadas, desde la Puerta de Zaragoza hasta la iglesia de San Lucas, sobre el Colle della Guardia), desde donde se puede ver la llanura padana, el valle del Reno, la ciudad y los Apeninos.
El 6 de agosto de 1221, falleció en Bolonia santo Domingo de Guzmán, uno de los más grandes defensores y propagadores de la Iglesia católica. Fue canonizado por Gregorio IX en 1234 y sus restos descansan en la basílica de Santo Domingo, del convento de Predicadores de Bolonia (San Domenico), en una bellísima y artística capilla. Otro atractivo de la ciudad de Bolonia es la plaza de Neptuno, que está a cincuenta metros de la plaza Mayor, donde se encuentra la estatua de Neptuno, también muy cerca de las Dos Torres.

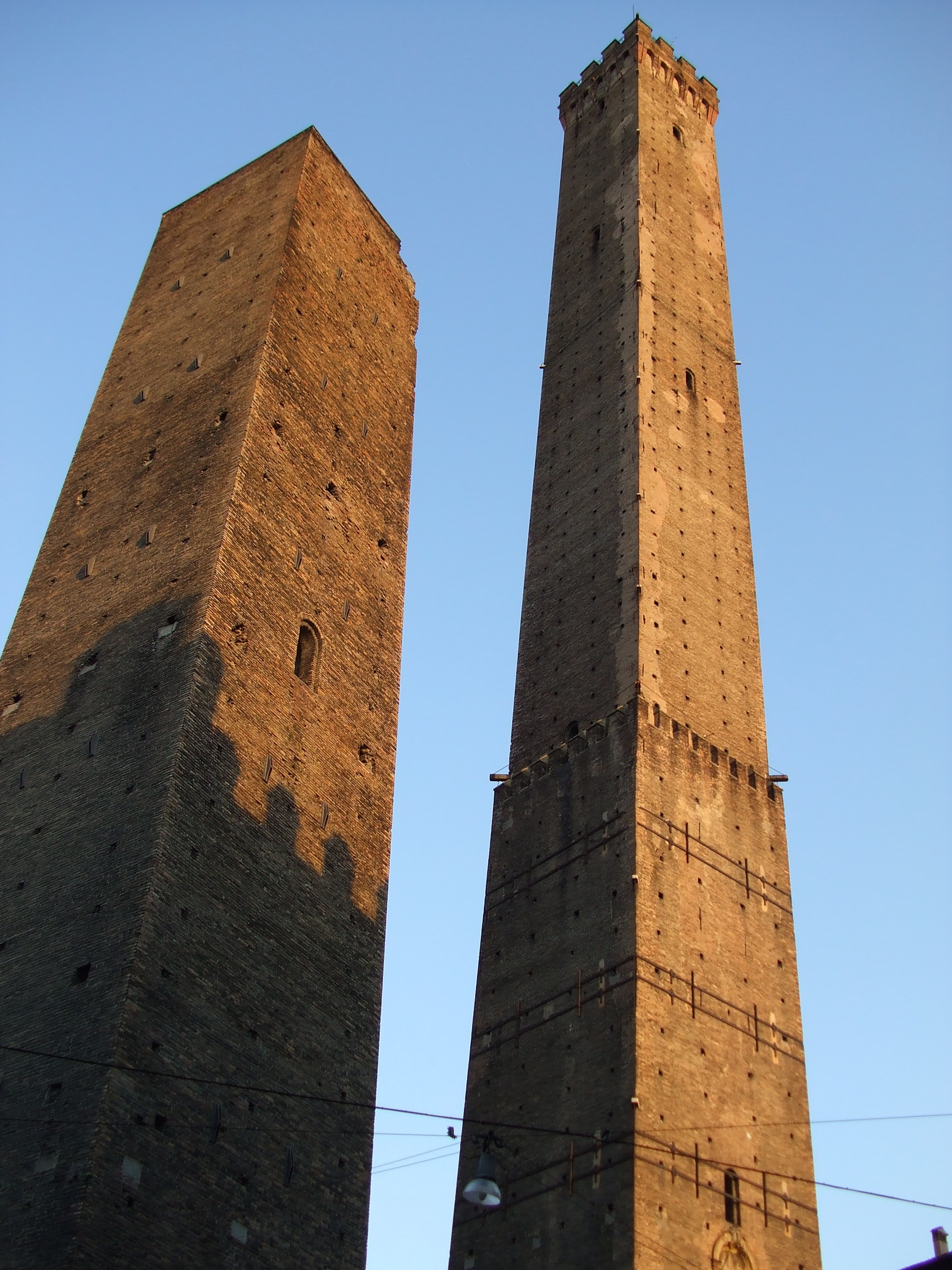
Garisenda y Asinelli, las más famosas Torres de Bolonia.

- Las Dos Torres (Due Torri), dos torres medievales que caracterizan el panorama de la ciudad. La torre de los Asinelli (97,60 m de altura) fue erigida en el siglo XII, quizás por la familia homónima, pero es más probable que la alzase la Comuna para que sirviera de torre de vigía; desde su cima se abarca con la mirada toda la ciudad; la Garisenda (48,16 m) es mucho más inclinada y se le atribuye quizás a la familia Garisendi; fue construida a finales del siglo XI.
- Piazza Maggiore, la plaza principal de la ciudad flanqueada por grandiosos y nobles edificios; frente a San Petronio está el palacio del Podestá (siglo XIII), actual sede del Ayuntamiento, reconstruido a finales del siglo XV; en el lado este se halla el palacio de los Bancos, edificio del siglo XVI debido a Vignola; junto a la iglesia, el Palazzo dei Notai (siglos XIV-XV); y en el lado oeste se eleva el Palacio Comunal (siglos XIII-XV).
- Basílica de San Petronio, una de las iglesias más grandes de las existentes; fue proyectada en 1390 por Antonio di Vincenzo y erigida a intervalos en los siglos XV, XVI y XVII. La parte inferior de su fachada está revestida por mármoles y la superior quedó inacabada. El hermoso portal central, fue comenzado por Jacopo della Quercia en 1425 y modificado en parte en el siglo XVI; lo decoran interesantes bajorrelieves; los portales laterales se deben a varios artistas del siglo XVI. Su vasto interior es gótico, con tres naves y capillas laterales cerradas por barandillas (algunas de ellas están iluminadas por bonitas vidrieras del siglo XV); en la primera y en la cuarta de la izquierda hay frescos de Giovanni de Módena (1379-1455), en la séptima una Virgen con Santos de Lorenzo Costa; al fondo a la izquierda se halla el Museo; también es interesante el cuadrante solar del pavimento. La tribuna que domina el altar mayor es de Vignola; en la nave capilla de la nave derecha, hay una estatua de San Antonio atribuida a Sansovino, en la sexta un retablo de Lorenzo Costa con San Jerónimo y en la quinta una Piedad de Amico Aspertini. En esta iglesia en 1530, fue coronado emperador Carlos I.
- Basílica de San Francisco, una hermosa iglesia gótica (restaurada ampliamente después de los bombardeos de 1943) que fue edificada hacia mediados del siglo XIII; son evidentes las influencias de la arquitectura francesa en las capillas radiales y en los arbotantes del ábside, frente al que se hallan las tres Arcas de los Glosadores (comentaristas de obras jurídicas, del siglo XIII). Su interior conserva un retablo de los Dalle Masegne. También son interesantes los claustros.
- Pinacoteca Nacional. Fue constituida en el siglo XIX y ofrece gran interés por sus pinturas de escuela emiliana de los siglos XIV al XVIII. En la Sección de los Primitivos hay obras de Vitale da Bologna (San Jorge y el dragón), Giotto y ayudantes (Virgen y Santos), Simone dei Crocifissi y Jacopino da Bologna. En la sección del Renacimiento: pinturas de los Vivarini de Cima, de Costa, de Rafael (Éxtasis de Santa Cecilia), de Parmigianino (Virgen de Santa Margarita), de Francia y de Roberti. En la sección del Barroco: obras de los Carracci (Anunciación, de Annibale), de Guido Reni, de Domenichino, de Crespi y de Guercino.

### Villas y palacios históricos
- Palazzo d'Accursio (o Comunale)
- Palazzo dell'Archiginnasio
- Palazzo Baciocchi o di Giustizia
- Palazzo dei Banchi
- Palazzo Bevilacqua
- Palazzo Bocchi
- Corte Isolani
- Collegio di Spagna
- Palazzo Davia Bargellini
- Palazzo Fava
- Palazzo Felicini-Fibbia (Calzolari)
- Palazzo Ghisilardi-Fava
- Casa di Giosuè Carducci
- Palazzo Grassi
- Palazzo Hercolani
- Palazzo Magnani Salem
- Palazzo Malvezzi de'Medici
- Loggia dei Mercanti
- Palazzo dei Notai
- Palazzo Pepoli Campogrande
- Palazzo del Podestà
- Palazzo Poggi
- Palazzo Re Enzo
- Palazzo di Residenza della Cassa di Risparmio di Bologna
- Palazzina della Viola
- Villa Aldini
- Villa Aldrovandi Mazzacorati
- Villa Cassarini
- Villa Gandolfi (o Pallavicini)
- Villa Impero
- Villa delle Rose
- Villa Spada

## Ejército
- Brigada aerotransportada "Friuli".
- 121° Regimiento de artillería antiaérea "Ravenna".
- Regimiento de ingenieros ferroviarios.

## Cultura

### Museos
- Casa Carducci
- Collezioni dell'Accademia Clementina e Belle Arti
- Donazione Putti e Raccolta Rizzoli Codivilla
- MAMbo - Museo d'Arte Moderna di Bologna
- Museo Apistico
- Museo Aldovrandi
- Museo C. Taruffi
- Museo Cívico Arqueológico
- Museo Cívico Medieval
- Museo Cívico del Risorgimento
- Museo degli Studenti e della Goliardia
- Museo dell'Istituto di Anatomia Umana Normale
- Museo delle Navi e delle Antiche Carte Geografiche
- Museo di Anatomia Comparata
- Museo di Antropologia
- Museo di Fisica
- Museo di Mineralogia e Petrogradia L. Bombicci
- Museo di S. Domenico
- Museo di S. Giuseppe
- Museo di S. Petronio
- Museo di S. Stefano
- Museo di Zoologia
- Museo Marsilianot
- Museo Mille Voci e Mille Suoni
- Museo Missionario d'Arte Cinese
- Museo Paleontologico e Geologico G. Cappellini
- Museo Storico del Soldatino M. Massacesi
- Museo Storico Didattico della Tappezzeria
- Specola e Museo di Astronomia

### Teatros y salas de actuación
- Arena del Sole, dotado de dos salas, con un repertorio generalista popular e internacional.
- Teatro Alemanni, el templo de la comedia dialectal boloñesa.
- Teatro delle Celebrazioni, con un cartel dedicado a la comedia y la danza contemporánea.
- Teatro Comunale di Bologna.
- Teatro Dehon.
- Teatro Duse, teatro de prosa.
- Teatro Testoni, dedicado a los espectáculos para niños y jóvenes.
- Accademia Filarmónica.
- Europauditorium.
- Humusteater.
- Teatro Manzoni, con un programa de ballet organizado por el Teatro Comunale.
- Teatro Medica Palace.
- Teatro del Navile.
- Teatro delle Moline.
- Teatro San Leonardo, gestionado por la Scuola di Teatro di Bologna Alessandra Galante Garrone.
- Teatro Ridotto.
- Teatri di vita, teatro-danza contemporáneo

### Gastronomía

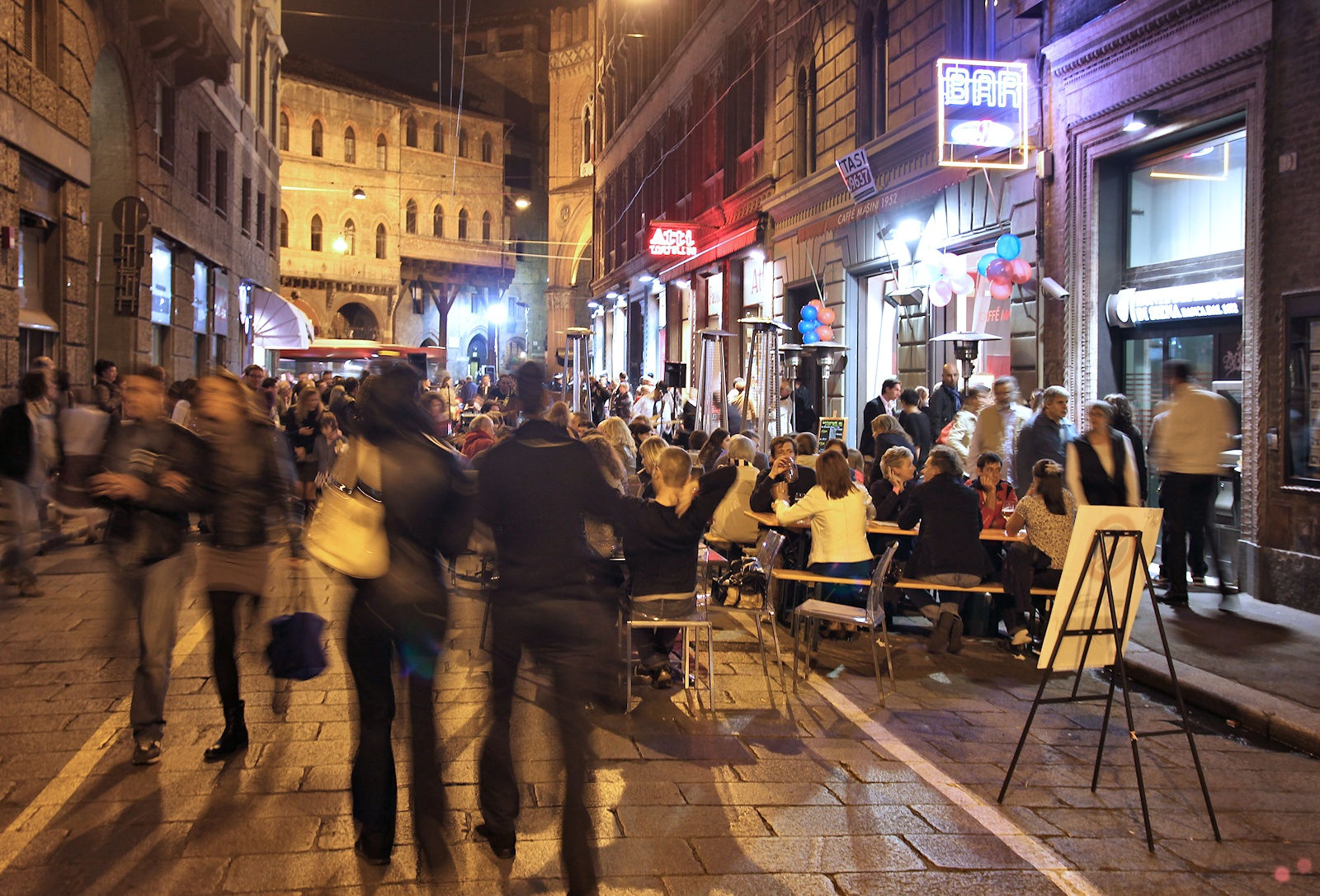
Cafés en Via Caprarie

La tradición gastronómica de Bolonia está estrechamente vinculada a la universidad: la mezcla de varios estudiantes de diferentes nacionalidades enriqueció la cultura de la comida, y requirió una buena organización de suministro de alimentos. Son numerosos los restaurantes especialistas en la dieta mediterránea, sobre todo, en la elaboración del plato típico de la ciudad, los tagliatelle a la boloñesa o tortellini in brodo (tortellini en sopa). También es típico acompañar la pasta de una buena copa de vino Sangiovese.

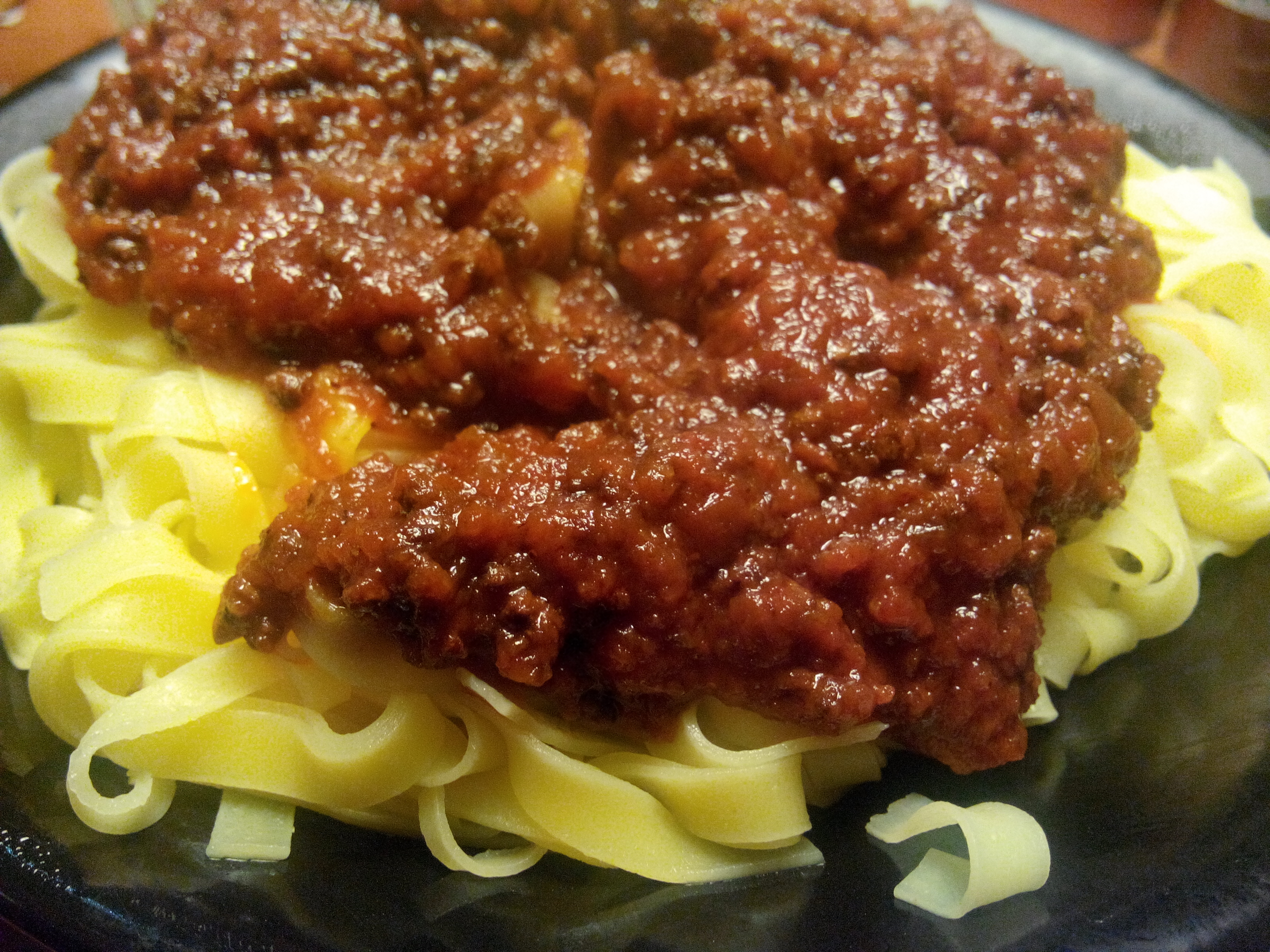
Tallarines con salsa boloñesa

La cocina boloñesa, así como la de Emilia-Romaña en general, se distingue por la abundancia en el uso de la carne, especialmente embutidos de cerdo, y de pasta. Por eso la ciudad es apodada como "Bolonia la gorda" (Bologna la grassa). También es abundante el uso de productos lácteos como mantequilla, queso fresco y queso parmesano. Muchas recetas boloñesas se distribuyen en todo el mundo como la excelencia de la cocina italiana, y la proliferación en la ciudad de las actividades comerciales relacionadas con los alimentos, han conducido la prensa italiana y extranjera a atribuir a la ciudad el nombre de "Ciudad de los alimentos" (Città del cibo).
Entre los productos típicos de Bolonia se encuentran las tagliatelle, los tortellini, el ragù bolognese, las lasaña a la boloñesa, los passatelli, la mortadela de Bolonia, la cotoletta a la boloñesa, el certosino di Bologna, la zuppa inglese y la crema de mascarpone.

## Economía
Bolonia tiene la mayor feria italiana después de la de Milán: Motorshow es la exposición automovilística más importante del mundo (1,3 millones de visitantes por año), famosa además en el mismo rubro por tener al constructor de automóviles deportivos Lamborghini dentro de su localidad (Villa Santa Ágata), además del constructor de motocicletas Ducati una de las marcas punteras en el campeonato de MGP.

## Transporte
Aeropuerto
|  | Aeropuerto            | Código IATA | Código OACI |
|  | --------------------- | ----------- | ----------- |
|  | Aeropuerto de Bolonia | BLQ         | LIPE        |

La línea de tren elevada automática Marconi Express conecta la estación de Bolonia Central con el aeropuerto.
Carreteras
Actualmente, la ciudad y su área metropolitana son el más importante nudo de comunicaciones italiano (y no ya Milán o Roma) por carretera, autopista (cuatro autopistas llegan a Bolonia: la Autopista del Sol (Autostrada del Sole) desde el norte (Milán), la Autopista del Sol desde el sur (Nápoles-Roma-Florencia), la autopista Venecia-Padua y la Autopista Adriática (Autostrada Adriatica) desde Taranto (por Bari-Pescara-Ancona).
Ferrocarril
También constituye un importante nudo ferroviario la ciudad de Bolonia, contando con varias estaciones y apeaderos ferroviarios, siendo la estación principal la estación de Bolonia Central, por la que pasan unos 70 millones de pasajeros por año. Otras dependencias son el descargadero de ferrocarril de San Donato (con otro de Interporto), que es el más grande de Europa.
Transporte público
La ciudad está comunicada por sus más de 40 líneas de autobuses locales y hasta 800 de las interurbanas.
- Transporte público de Bolonia
- Servicio Ferroviario Metropolitano

De acuerdo con el reporte realizado por Moovit en julio de 2017, el promedio de tiempo que las personas pasan en transporte público en Bologna, por ejemplo desde y hacia el trabajo, en un día de la semana es de 53 min, mientras que el 9 % de las personas pasan más de 2 horas todos los días. El promedio de tiempo que las personas esperan en una parada o estación es de 12 min, mientras que el 16 % de las personas esperan más de 20 minutos cada día. La distancia promedio que la gente suele recorrer en un solo viaje es de 5.4 km, mientras que el 7 % viaja por más de 12 km en una sola dirección.
Un futuro medio de transporte público urbano de la villa será el tranvía de Bolonia. El trabajo comenzará en 2022 para su puesta en servicio en 2026.

## Deporte

Logo del Bologna FC 1909

La ciudad de Bolonia ha sido sede de las Copas Mundiales de Fútbol 1934 y de 1990, celebrándose los partidos en el Estadio Renato Dall'Ara. En dicho estadio, disputa los partidos como local el Bologna FC, equipo fundado en 1909 y que ha sido cinco veces campeón de la Serie A, siendo el quinto equipo más laureado en este aspecto.
En cuanto a baloncesto, cuenta con dos de los mejores equipos italianos de la historia, el Virtus Bolonia y el Fortitudo Bolonia. El Virtus ha sido dos veces campeón de la Euroliga y 16 veces campeón de la Lega Basket Serie A; mientras que el Fortitudo cuenta con 2 Legas, conseguidas ambas a principios de siglo XXI. En el año 2022, el Virtus consiguió vencer en la EuroCup, volviendo a la máxima competición europea varios años después y siendo el primer equipo italiano en conseguir dicho trofeo.
Cuenta con una de las "clásicas" más conocidas del calendario ciclista. Anualmente, al final de temporada, se celebra el Giro de Emilia con final en el ascenso al Santuario de Nuestra Señora de San Luca, siendo una de las pruebas que se encuentra englobada en las UCI ProSeries.

## Ciudades hermanadas
Bolonia está hermanada con las siguientes ciudades:
- Coventry (Reino Unido)
- Járkov (Ucrania)
- La Plata (Argentina)
- Leipzig (Alemania)
- Portland (Estados Unidos)
- San Carlos (Nicaragua)
- Saint-Louis (Senegal)
- San Luis (Estados Unidos)
- Tesalónica (Grecia)
- Toulouse (Francia)
- Valencia (España)
- Zagreb (Croacia)